# Martina Sandrock
Martina Sandrock (geboren am 23. April 1960 in Bielefeld) ist eine deutsche Managerin.

## Leben
Nach dem Abitur in Bielefeld studierte Sandrock von 1979 bis 1983 Betriebswirtschaftslehre an der Universität Bielefeld. Nach ihrem einjährigen MBA-Studium an der University of Georgia in Athens mit „A“ Graduation in den USA begann sie 1984 als Marketing/Sales Trainee bei Unilever in Hamburg. Nach unterschiedlichen Marketing Tätigkeiten im europäischen Ausland wurde sie 1998/1999 unter dem Chairman Johann C. Lindenberg zur jüngsten und ersten Frau in die Geschäftsführung der Unilever Bestfoods GmbH ernannt.
Im Jahr 2001 wechselte sie als „President Deutschland und Österreich“ zum US-amerikanischen Multi Sara Lee, weltweit zweitgrößter Kaffeeröster und marktführender Anbieter von Konsumgütern. Sie war vom 1. November 2009 bis März 2013 Vorsitzende der Geschäftsführung der iglo GmbH in Hamburg. Von Mitte 2017 bis April 2018 war Sandrock Vorstandsvorsitzende der Laurens Spethmann Holding. Sandrock ist seit 2016 Mitglied von Beiräten und Aufsichtsräten namhafter Familienunternehmen. Zudem ist sie seit Januar 2022 Mitglied des Kuratoriums der Joachim Herz Stiftung, in welchem sie später zur stellvertretenden Vorsitzenden ernannt wurde.

## Auszeichnungen und Engagement
- 2006: Mestemacher-Preis „Managerin des Jahres“[10]
- 2010: Ernennung zur „Nr. 2 der deutschen Top Business Frauen“ durch die Financial Times Deutschland.
- 2010 bis 2013: Mitglied des Beirats des Forums „Stiftung für Verantwortung“ unter der Leitung von Klaus Wiegandt, ehemaliger Vorstandsvorsitzender der metro AG.
- 2010 bis 2021: Mitglied im „Verband deutscher Unternehmerinnen“.
- 2013–2016: Mitglied des „Regionalbeirats Nord der Commerzbank AG“.
- Mitglied des Rotary Clubs „Millenium“, Köln
- Seit 2016: Mitglied des Beirats der Zentis GmbH & Co. KG, Aachen
- Seit Januar 2021: Vorsitzende des Beirats der Worlée GmbH & Co. KG, Hamburg
- Seit Juni 2022: Vorsitzende des Beirats der Schwan Stabilo Group, Heroldsberg
- Seit Juni 2023: Mitglied im Aufsichtsrat der Cewe Stiftung & Co. KGaA, Oldenburg[11]